# Douillet
Douillet é uma comuna francesa na região administrativa da Pays de la Loire, no departamento de Sarthe. Estende-se por uma área de 18,99 km², com  278 habitants habitantes, segundo os censos de 1999, com uma densidade de 15 hab/km².